# イーゴリ・シコールスキイ
イーゴリ・イヴァーノヴィチ・シコールスキイ（ロシア語: Игорь Иванович Сикорский イーガリ・イヴァーナヴィチュ・スィコールスキイ、英語: Igor Ivanovich Sikorsky イゴー・イヴァノヴィッチ・シコースキー、1889年5月25日 - 1972年10月26日）は、ロシア帝国のキエフ（現・ウクライナ・キーウ）出身の航空工学者、飛行家。
飛行家で航空機設計士でもあったイーゴリは、世界初の4発の大型機であるイリヤー・ムーロメツの開発をはじめ、多くの新型機をロシア帝国で生産した。しかしながら、1917年のロシア革命を受けてアメリカ合衆国へ亡命し、同国においてシコルスキー・エアクラフトを創立し、近代的なヘリコプターの開発をおこない、ベル・エアクラフトと並んで同国のヘリコプター・メーカーの代名詞となった。

## 生涯

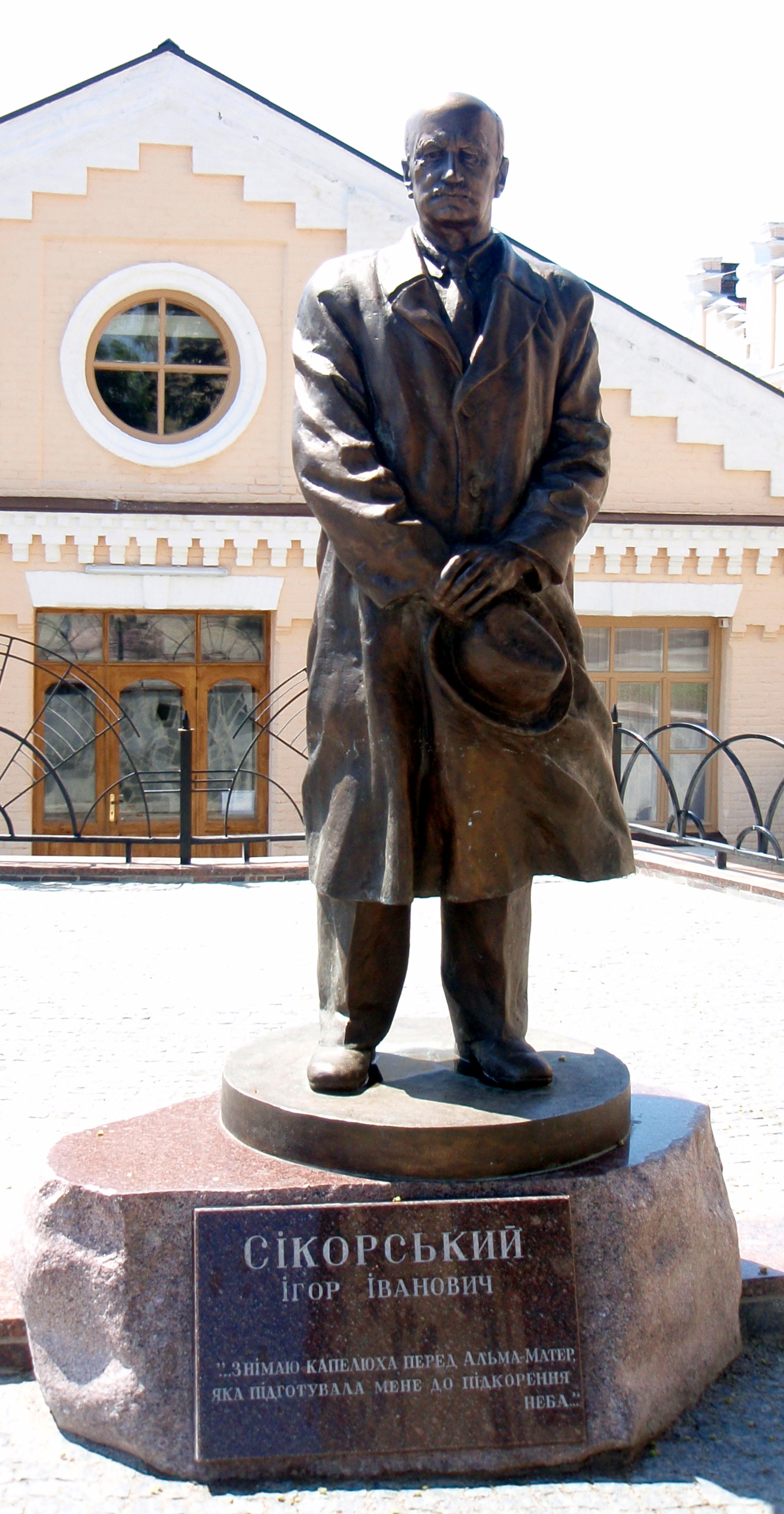
キーウにあるシコールスキイの銅像

シュラフタの家系の出身で、正教徒であった。父イヴァン・アレクセーエヴィチは心理学の教授、母マリーヤ・ステファーノヴナはロシア人とウクライナ人のハーフで医師であった。
少年時代から航空機に親しみ、模型飛行機の作成などからはじまり、その面白さにのめり込んでいったという。サンクトペテルブルクの海軍学校に入学し、その後当時の航空機研究の最先端の地であったフランスに渡り研究を重ねた。
- 1889年5月25日、ロシア帝国（帝政ロシア、現ウクライナ）のキエフの自宅で出生する。
- 1909年、ロシアに戻ってからヘリコプターの研究を行ったがうまくいかず、航空機の開発において大きな成果をあげることになる。
- 1910年、シコールスキイ初の独自設計固定翼機となるS-1を制作する。
- 1913年、世界初の4発機S-21 ルースキイ・ヴィーチャシを初飛行させるとともに世界初の量産4発旅客機S-22 イリヤー・ムーロメツを初飛行させた。これは第一次世界大戦においては爆撃機として使用された。
- 1919年、学者であった父の死ののち[※ 2]、身の危険を感じ工場の技術者たちとともにフランスに亡命。戦後、アメリカに渡る。この際、妻のオリガは離婚し、娘のタニアとともに故国へ留まった。
- 1923年、ニューヨークのロングアイランドにシコルスキー・エアクラフトを設立。この年、シコールスキイの妹達が娘のタニアを連れてアメリカへ移住してくる。
- 1928年、水陸両用の飛行艇S-38を開発。これはアメリカ各地で広く使われ、彼とその会社の名を有名にした。また同年シコールスキイはアメリカに帰化する。
- 1939年9月14日、コネチカット州にて、シングルローターのヘリコプターVS-300をロープでつないだ状態で飛行させた。[1]
- 1940年5月13日、VS-300の自由飛行に成功。
- 1942年、ヘリコプターVS-316A（開発名XR-4）が軍用としてアメリカ政府に納入。
- 第二次世界大戦後には、S-51にはじまるシリーズがベストセラーとなり、ヘリコプターが世界各地に普及してゆくきっかけとなった。
- 1972年10月26日、亡命後ずっと住んでいた米国コネチカット州イーストンで死去。享年83歳。死因不明。

## 受賞歴
- 1933年 - ハワード・N・ポッツ・メダル
- 1955年 - ジェイムズ・ワット国際メダル
- 1946年 - FAI・ゴールド・エア・メダル
- 1967年 - アメリカ国家科学賞
- 1968年 - ジョン・フリッツ・メダル
- 1987年 - 全米発明家殿堂選出